# 유럽 고속도로 54호선
유럽 고속도로 54호선(European route E54)은 프랑스 파리에서 독일 뮌헨까지 이르는 A-클래스급 고속도로로, 총 연장은 980 km이다. 특이하게도 중간에 독일을 두번씩 건너오는 노선이며, 스위스의 샤프하우젠까지 건너오는 고속도로이다. 다만, 스위스를 거치지만 다시 독일로 되돌아오는 경로를 가지고 있는 매우 특이한 도로이다.

## 경로
- 프랑스
  - 파리 - 상스 - 트루아 (오토루트 5호선의 구간으로, 유럽 고속도로 60호선과 같음)
  - 트루아 - 랑그르 (오토루트 5호선의 구간으로, 유럽 고속도로 17호선과 같음)
  - 랑그르 - 브줄 - 루르(프랑스어판, 독일어판) - 벨포르 (국도 제19호선(프랑스어판)의 구간)
  - 벨포르 - 뮐루즈 (오토루트 36호선의 구간)
- 독일 (라인강 및 독일-스위스 국경을 건너는 구간 한정)
  - 뢰라흐(영어판, 독일어판, 러시아어판) - 라인펠덴 - 바트제킹엔(영어판, 독일어판, 러시아어판) - 앨브뤽(영어판, 독일어판, 러시아어판) - 발트슈트팅엔(영어판, 독일어판, 러시아어판) - 클레트가우(영어판, 독일어판, 러시아어판) (아우토반 98호선의 일부분)
- 스위스
  - 샤프하우젠
- 독일
  - 징겐 - 위버링겐 - 프리드리히스하펜 - 린다우 (이하 아우토반 98호선의 일부 구간)
  - 린다우 - 메밍겐 - 란츠베르크암베흐(영어판, 독일어판, 러시아어판) - 뮌헨 (아우토반 96호선)